# 噴射器

用于蒸汽机车的喷射器

喷射器是一个由管道和喷嘴组成的系统，它可以使较低压力的流体通过管道進入压力较高的区域。它只有一个控制入口的阀门。蒸汽喷射器就是一个典型的噴射器，它利用锅炉自身產生的蒸汽或废气向锅炉输送冷水。